# RANBP1
La proteína de unión 1 específica de Ran es una enzima que en humanos está codificada por el gen RANBP1 .
La proteína de unión a RAN/TC4, RANBP1, interactúa específicamente con la RAN cargada con GTP. RANBP1 codifica una proteína de 23 kD que se une a RAN complejado con GTP pero no con GDP. RANBP1 no activa la actividad GTPasa de RAN pero aumenta notablemente la hidrólisis de GTP por la proteína activadora RANGTPasa (RANGAP1). El ADNc de RANBP1 codifica una proteína de 201 aminoácidos que es 92% similar a su homólogo de ratón. Tanto en células de mamíferos como en levaduras, RANBP1 actúa como un regulador negativo de RCC1 al inhibir la liberación de nucleótidos de guanina estimulada por RCC1 de RAN. 

## Interacciones
Se ha demostrado que RANBP1 interactúa con XPO1, KPNB1 y Ran .